# Joies de la corona de Romania
Les Joies de la corona de Romania són un conjunt d’elements que s'utilitzaven per a la coronació dels reis i reines de Romania. Actualment es troben al Museu Nacional d’Història de Romania de Bucarest. Les joies consisteixen en la Corona Reial (l'anomenada "Corona d'Acer"), la Corona de la Reina Isabel, la Corona de la Reina Maria, orbes, el Ceptre del rei Ferran I el Ceptre del rei Carol II, l'espasa del rei Carol Jo i el mantell reial.

## Corona Reial "Acer"
La "Corona d'acer" romanesa és la corona que es va utilitzar per a la coronació dels reis romanesos. Va ser fosa d'acer d'un canó turc que va ser capturat per l'exèrcit romanès durant el setge de Plevna a la Guerra d'Independència de Romania (1877-1878). El rei Carol I va escollir que la corona fos d’acer, no d’or, per simbolitzar la valentia dels soldats romanesos. A més de l’absència d’or, la corona no conté pedres precioses. La corona va ser presentada al rei el 10 de maig de 1881, durant les cerimònies de la seva coronació i de la proclamació de Romania com a regne. El 15 d’octubre de 1922 es va utilitzar la corona per a la coronació del nebot i successor del rei Carol I, el rei Ferran I, així com per a la coronació de l’últim rei de Romania, Miquel I, el 6 de setembre de 1940. La coronació prevista el setembre de 1930 del fill de Ferran, el rei Carol II, que era el pare del rei Miquel I, no es va produir mai a causa de la seva relació amb Magda Lupescu.

## La corona de la reina Elisabeta

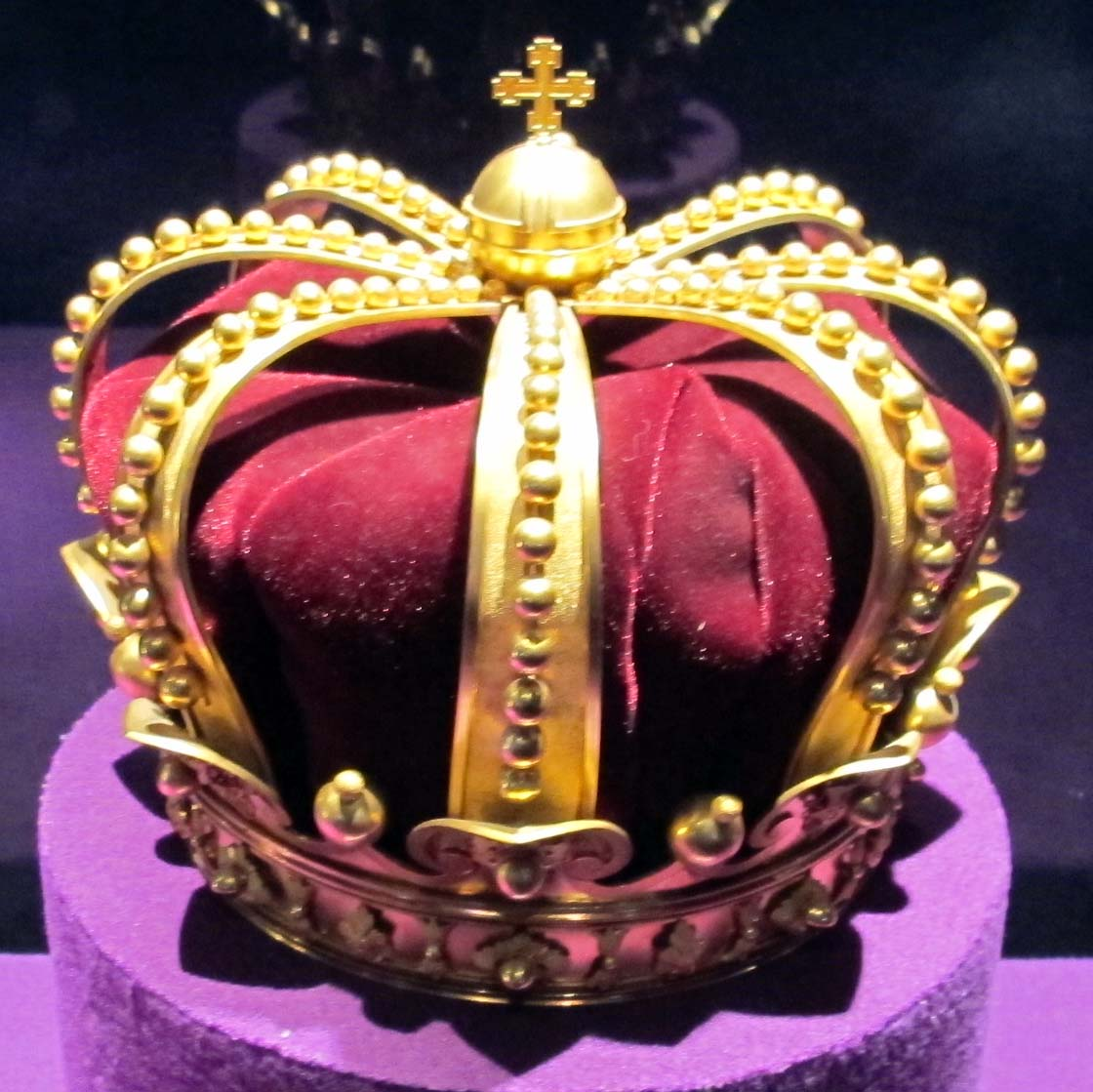
Corona de la reina Elisabet de Romania

La corona de la reina Isabel es va fer d'or a l'Arsenalul Armatei amb motiu de la proclamació del Regne i la coronació del rei Carol I i de la reina Elisabet el 1881. La corona segueix un disseny medieval similar al de la Royal Steel Crown i tampoc no conté pedres precioses.

## La corona de la reina Maria

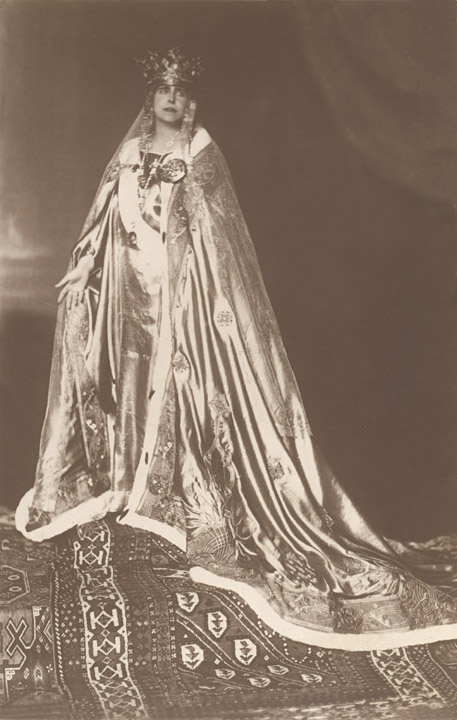
Retrat de coronació de la reina Maria que porta la corona romanesa de la reina Maria

La corona de la reina Maria estava feta d’or extret de la regió de Transsilvània de Romania. Va ser construït específicament per a la coronació del rei Ferran I i de la reina Maria el 1922 a Alba-Iulia. La Corona té un disseny molt original. En lloc de portar la corona de la reina Isabel, la reina Maria hauria dit al seu marit: "No vull res modern que pugui tenir una altra reina. Vull que la meva sigui tota medieval". La nova corona es va modelar segons una que pertanyia a Milica Despina de Valàquia, la consort d’un príncep valac del segle XVI. Conté robins, maragdes, amatista, turquesa i òpals i pesa 1,8 lliures kg). Els grans de blat decoren la base de la corona coronada per vuit ornaments florals grans i vuit petits connectats mitjançant branques entrellaçades. Un globus i una creu se situen damunt dels vuit arcs sobre els adorns de flors i un pèndol, suposadament copiat dels antics ornaments del cap romà d'Orient, penja de tots dos costats de la diadema just a sobre de l’orella, portant cadascun l'escut de Romania. De cadascuna d’aquestes pèndules pengen tres cadenes, cadascuna amb una creu dins d’un cercle d’or al final.

## El ceptre del rei Ferran I
El Ceptre de Ferran I, es va construir a Alba-Iulia per a la coronació del rei Ferran I el 1922. Va ser presentat al rei el 10 de maig de 1920 per sis noies de l'orfenat Radu Voda, i està inscrit "El rei Ferran I, rei dels romanesos, ha rebut aquest regal pel seu poble com a recompensa a la seva dignitat i bon govern del país durant els anys 1916-1919". A la part superior hi ha quatre imatges de camperols amb vestits nacionals que representen Transsilvània, Bessaràbia, Bucovina i l’antic regne de Romania. El cap d’una àguila s'asseu damunt del ceptre i simbolitza l’origen llatí dels romanesos.

## El ceptre del rei Carol II
Els oficials de l'exèrcit romanès van presentar el Ceptre de Carol II al rei Carol II el 1940 pel 10è aniversari de la seva ascensió al tron. Aquest ceptre és similar al ceptre de Ferran I.

## L'espasa del rei Carol I
L'espasa del rei Carol I va ser un regal al rei Carol I del sultà otomà Abdul-Aziz. La seva fulla està fabricada en acer de Damasc i té una empunyadura banyada en or. La funda conté 1140 joies, inclosos 46 diamants.

## Galeria

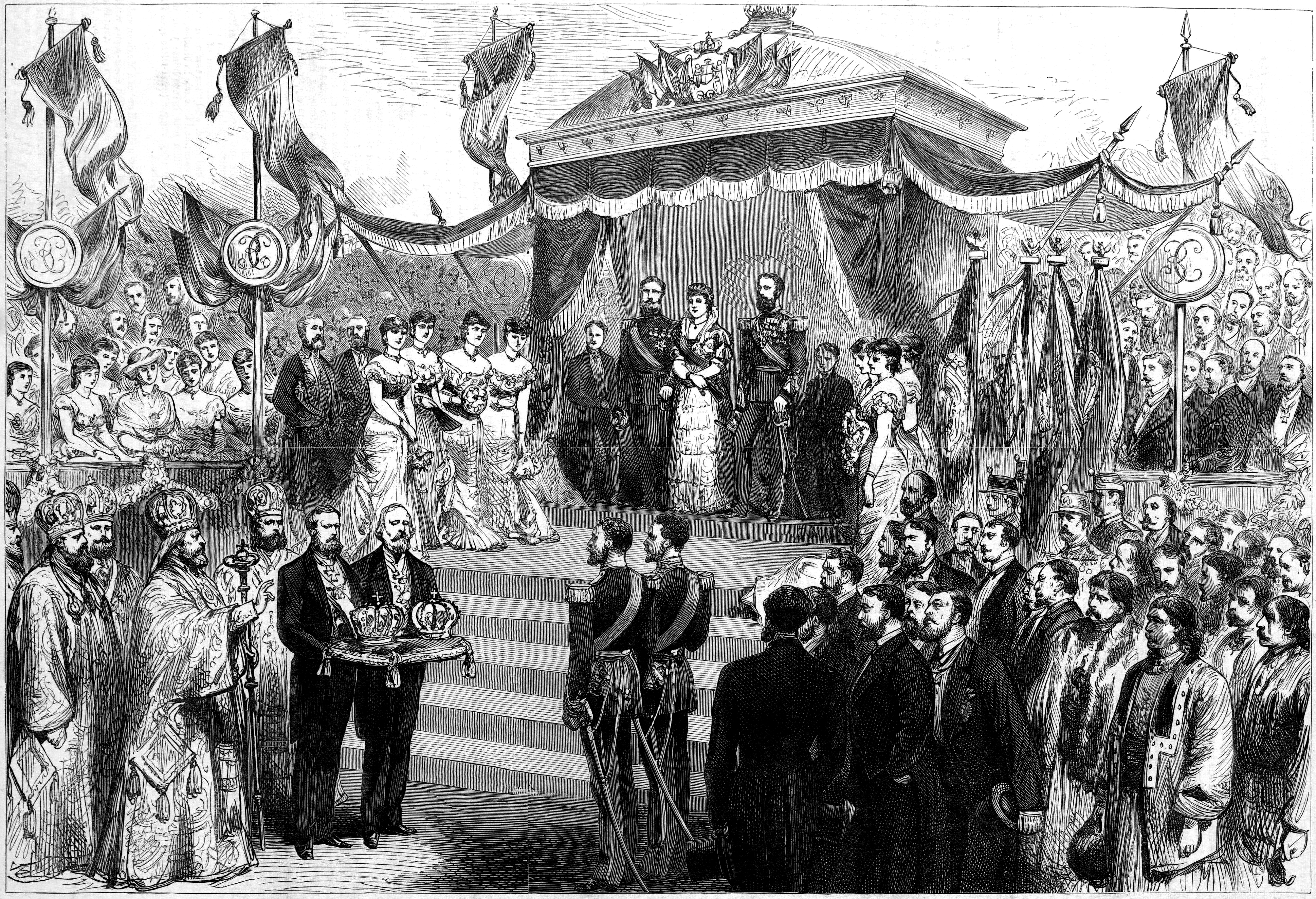
La coronació del rei Carol I
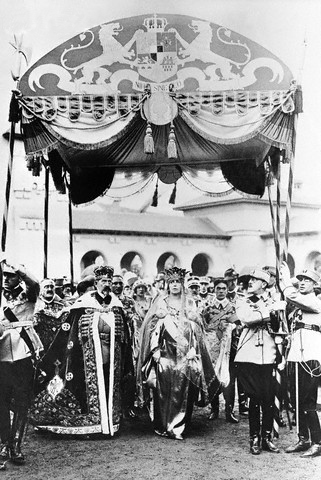
La coronació del rei Ferran I
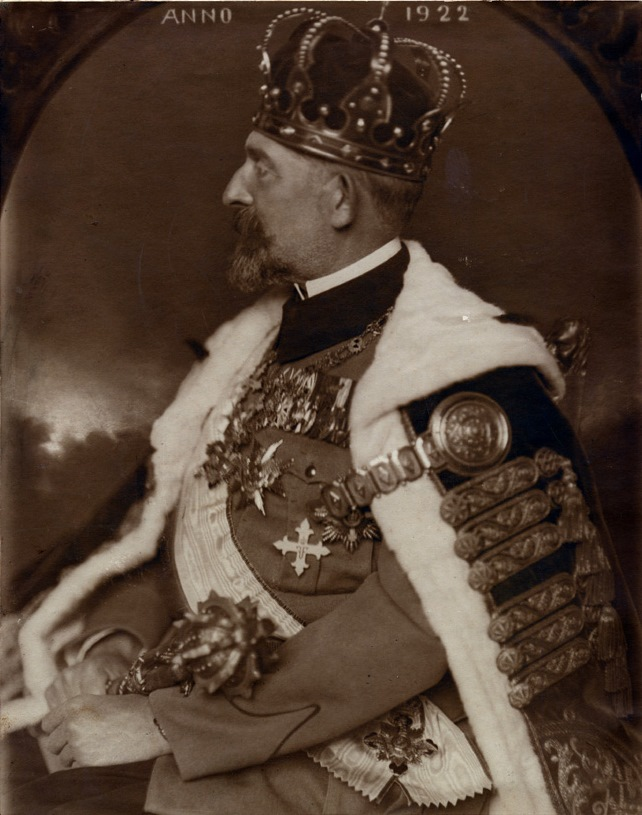
Foto de coronació del rei Ferran I
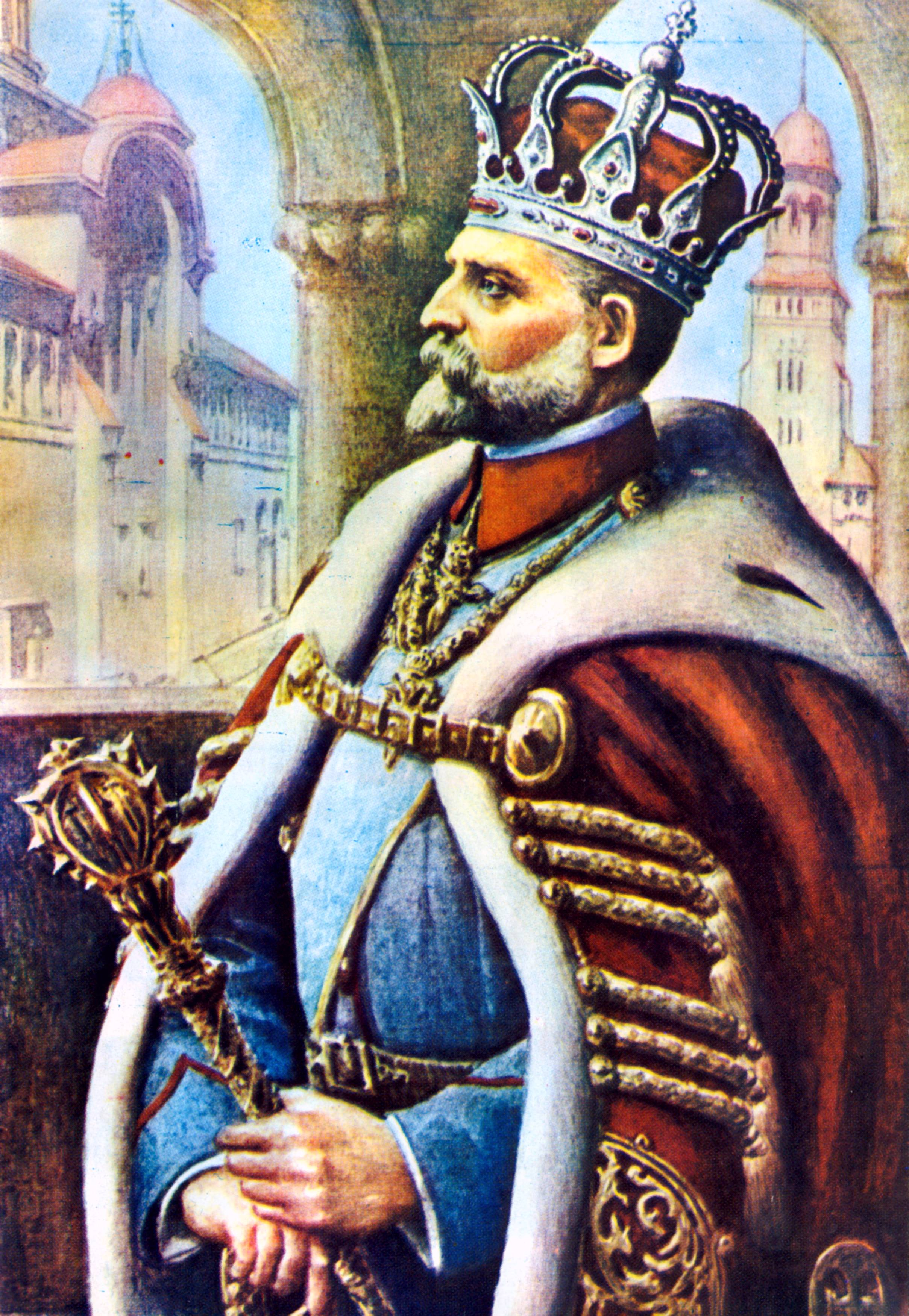
El rei Ferran I amb totes les joies
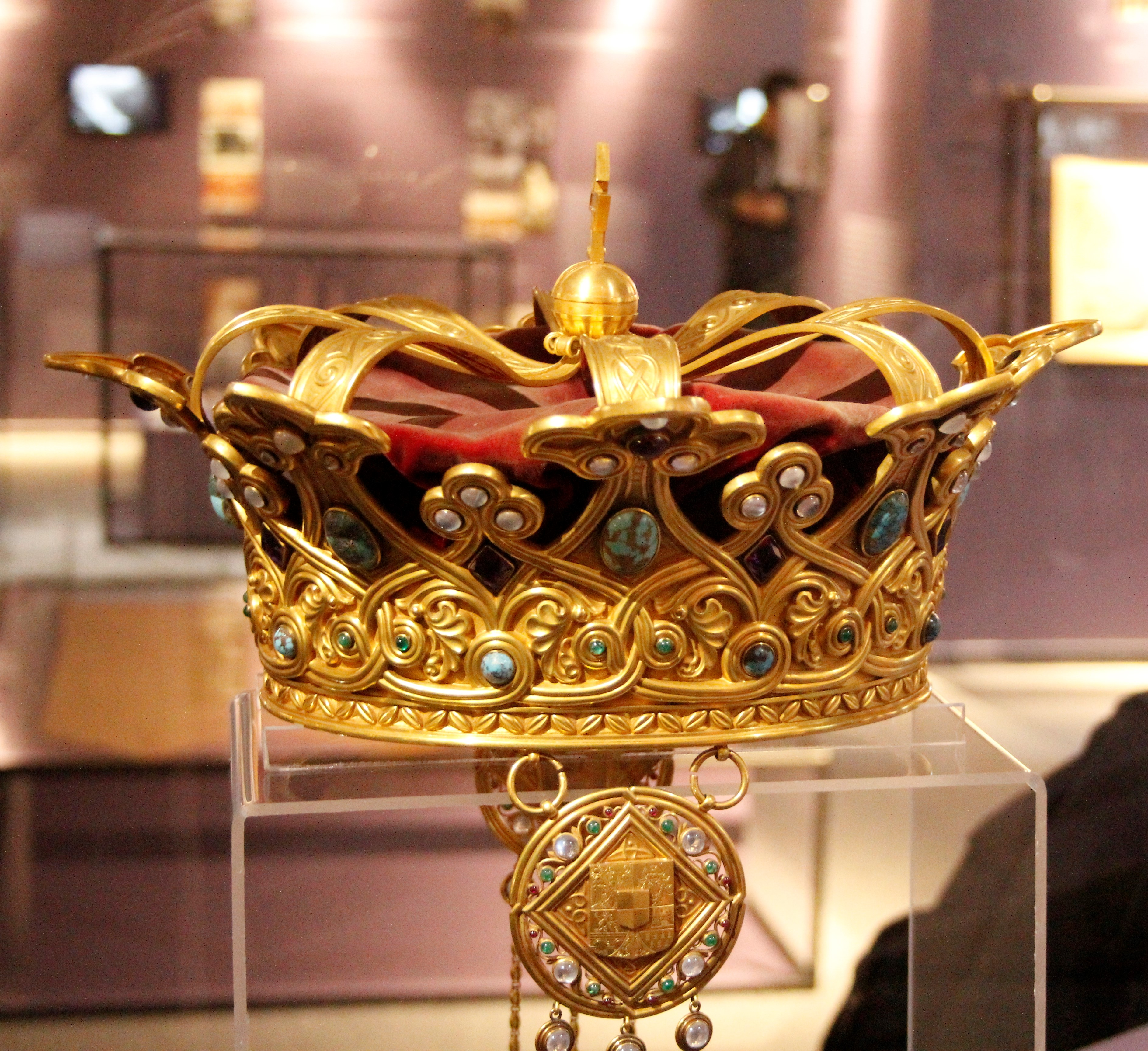
La corona de la reina Maria